# Amman (řeka)
Amman (velšsky Afon Aman) je řeka v hrabství Carmarthenshire na jihu Walesu pramenící v pohoří Black Mountain.
Protéká obcemi Ammanford, Pontamman, Glanamman, Brynamman, Rhosaman a u vesnice Pantyffynnon ústí do řeky Loughor.